# Vaso Čubrilović
Vaso Čubrilović (serbisch-kyrillisch Васо Чубриловић; * 14. Januar 1897 in Bosanska Gradiška, Bosnien und Herzegowina, Osmanisches Reich; † 11. Juni 1990 in Belgrad, Jugoslawien) war ein jugoslawischer Historiker und Politiker.
Čubrilović war 1914 an dem Attentat auf den österreich-ungarischen Thronfolger Franz Ferdinand beteiligt. Während Titos Sozialistischer Föderativer Republik Jugoslawien war er Universitätsprofessor und Minister für Land- und Forstwirtschaft.

## Attentat von Sarajevo

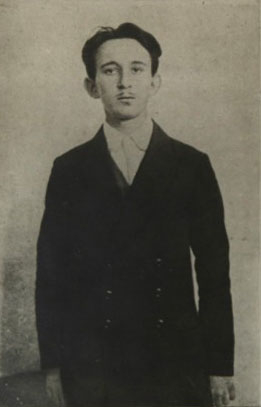
Vaso Čubrilović
(vor dem Ersten Weltkrieg)

Čubrilović besuchte in Sarajevo das Gymnasium. Politisch engagierte er sich in der radikalen Bewegung Mlada Bosna, die von Giuseppe Mazzinis Risorgimento-Bewegung begeistert war und nach deren Vorbild für eine Vereinigung Bosniens mit Serbien eintrat. Vaso Čubrilović ließ sich 1914 zusammen mit seinem älteren Bruder Veljko von Danilo Ilić für die Beteiligung an dem Attentat auf Erzherzog Franz Ferdinand gewinnen. Nach der Tat wurde er bald verhaftet und war wie die anderen Beteiligten geständig. Im Prozess wurde er von Rudolf Zistler verteidigt. Da er noch minderjährig war, wurde er zu 16 Jahren schwerem Kerker verurteilt, während sein Bruder Veljko zum Tod durch den Strang verurteilt wurde. Vaso Čubrilović verbüßte einen Teil seiner Strafe in der Kleinen Festung Theresienstadt. Nach dem Zerfall der Doppelmonarchie 1918 kehrte er in das neu gegründete Königreich der Serben, Kroaten und Slowenen zurück.
Nach dem Krieg studierte Čubrilović Geschichte und war dann als Lehrer, später als Hochschuldozent und Professor in Belgrad tätig. In den dreißiger Jahren beriet er die Regierung hinsichtlich der nationalen Probleme im jugoslawischen Vielvölkerstaat. Er vertrat dabei einen extrem nationalistischen Standpunkt.

## Denkschrift über die Vertreibung der Albaner
Im März 1937 legte Čubrilović der jugoslawischen Regierung eine Denkschrift mit dem Titel Iseljavanje Arnauta (Die Aussiedlung der Albaner) vor. Ausführlich entwickelte er darin einen Plan für die komplette Vertreibung der Albaner aus dem Kosovo. Diese hielt er für die gedeihliche Entwicklung des jugoslawischen Staates, den er immer als großserbischen dachte, für unbedingt notwendig. Zuerst analysierte er, warum die Maßnahmen der Regierung zur Serbisierung des Kosovo erfolglos geblieben sind. Zum einen warf er der Regierung mangelnde Konsequenz vor, zum anderen begründete er dies mit der Aggressivität der albanischen Rasse; 

„In unserem Fall müssen wir uns unbedingt vor Augen halten, daß wir es mit einer grobschlächtigen widerstandsfähigen und gebärfreudigen Rasse zu tun haben, über die der verstorbene Cvijić gesagt hat, sie sei die expansivste auf dem Balkan.“

 In der gewaltsamen Vertreibung sah Čubrilović die einzige Lösung, versuchte sie zu begründen und machte praktische Vorschläge zu deren Verwirklichung. Er forderte den rücksichtslosen Einsatz der gesamten Macht des Staatsapparats gegen die Albaner. Die zu erwartenden außenpolitischen Folgen hielt er angesichts des politischen Klimas jener Zeit für gering.

### Wirkungsgeschichte der Denkschrift
Čubrilovićs Schrift blieb der Öffentlichkeit über Jahrzehnte verborgen. Sie war vom Verfasser auch nicht zur Veröffentlichung bestimmt gewesen, sondern sollte die Politik der jugoslawischen Regierung beeinflussen. Auch dazu ist es aufgrund des deutschen Überfalls auf Jugoslawien im Jahr 1941 nicht mehr gekommen. Iseljavanje Arnauta verschwand im Archiv.
In den 1960er Jahren wurde die Denkschrift wiederentdeckt. Sie wurde unter anderem dem albanischen Diktator Enver Hoxha zugespielt und kursierte in wenigen Exemplaren auch unter Historikern in Jugoslawien. Eine öffentliche Auseinandersetzung mit dem Inhalt gab es zu dieser Zeit nicht.
Dušan Bataković, ein serbischer Historiker, berichtet, dass die Denkschrift erst im Januar 1988 durch die Veröffentlichung in einer Artikelserie der jugoslawischen Zeitung „Borba“ einem breiteren Personenkreis bekannt wurde. Die Veröffentlichung in der serbischen Parteizeitung kam zu einem Zeitpunkt, als das Verhältnis zwischen den Serben und den Albanern in Jugoslawien schon äußerst gespannt war.
Die Kernthesen aus Čubrilovićs Schrift waren der kommunistischen Führung Jugoslawiens jedoch schon kurz nach dem Krieg bekannt, denn der Autor legte sie den neuen Machthabern 1944 in einer weiteren Denkschrift Das Minderheiten-Problem im neuen Jugoslawien vor.

## Nach dem Zweiten Weltkrieg
Nach dem Krieg erlangte Vaso Čubrilović führende Stellungen in der SFR Jugoslawien unter Tito. Privat wie in der Öffentlichkeit trat er als „radikaler Jugoslawe“ auf und hielt an seiner nationalistischen Gesinnung fest, was an seiner Feindseligkeit gegenüber den nichtslawischen Minderheiten wenig änderte.
Čubrilović wurde 1945 Dekan der Philosophischen Fakultät der Universität Belgrad und Mitglied der Serbischen Akademie der Wissenschaften und Künste (SANU). Von 1945 bis 1946 war er Minister für Landwirtschaft und von 1946 bis 1950 Minister für Forstwirtschaft. Seine Sicht auf die Geschichte Serbiens fasste er in dem 1958 erschienenen Buch Istorija političke misli u Srbiji XIX. veka (Geschichte des politischen Denkens im Serbien des 19. Jahrhunderts) zusammen. 1976 wurde er zum auswärtigen Mitglied der Akademie der Wissenschaften der UdSSR gewählt.

## Ausgewählte Werke
- Bosanski ustanak 1875–1878. (1930) – Der bosnische Aufstand 1875–1878
- Srbija od 1858 do 1903. (1935)
- Politička prošlost Hrvata. (1939) – Die politische Vergangenheit der Kroaten
- Prvi srpski ustanak i bosanski Srbi. – Der erste serbische Aufstand und die bosnischen Serben
- Istorija političke misli u Srbiji XIX veka. (1958)
- Terminologija plemenskog društva u Crnoj Gori. (1959)
- Svetozar Marković o nacionalnom pitanju u Austro-Ugarskoj. (1971) – S. Marković über die nationale Frage in Österreich-Ungarn
- Als Herausgeber: Istorija Beograda. 3 Bde. (1974)
- Odabrani istorijski radovi. (1983) – Ausgewählte historische Werke